# Rossocha (dopływ Ałazei)
Rassocha (ros. Россоха, Rossocha) – rzeka w azjatyckiej części Rosji, w Jakucji; lewy dopływ Ałazei. Długość 453 km (licząc od źródeł rzeki Ilin-Juriach 790 km).
Powstaje z połączenia rzek Ilin-Juriach i Arga-Juriach; płynie niezwykle krętym biegiem na Nizinie Kołymskiej. Zasilanie śniegowo-deszczowe; zamarza od października do maja. W dorzeczu liczne niewielkie jeziora.